# Pacific Coast Highway (Metro de Los Ángeles)
Pacific Coast Highway es una estación en la línea A del Metro de Los Ángeles y es administrada por la Autoridad de Transporte Metropolitano del Condado de Los Ángeles. Se encuentra localizada en Long Beach (California), entre Long Beach Boulevard y Pacific Coast Highway.

## Conexiones de autobuses
- Metro Local: 60 (madrugada nada más)
- Long Beach Transit: 1, 51, 52, 171, 172, 173, 174